# ملیبو (کالیفرنیا)
ملیبو (به انگلیسی: Malibu) یک شهر ساحلی در حومه غربی لس آنجلس، کالیفرنیا در آمریکا می‌باشد. این شهر ویلانشین به طول ۳۴ کیلومتر در امتداد اقیانوس آرام قرار گرفته و به دلیل داشتن آب و هوای معتدل، سواحل شنی و ویلاهای بسیاری از ستاره‌های هالیوود و دیگر سرشناسان صنعت سرگرمی، شهرت پیدا کرده‌است.

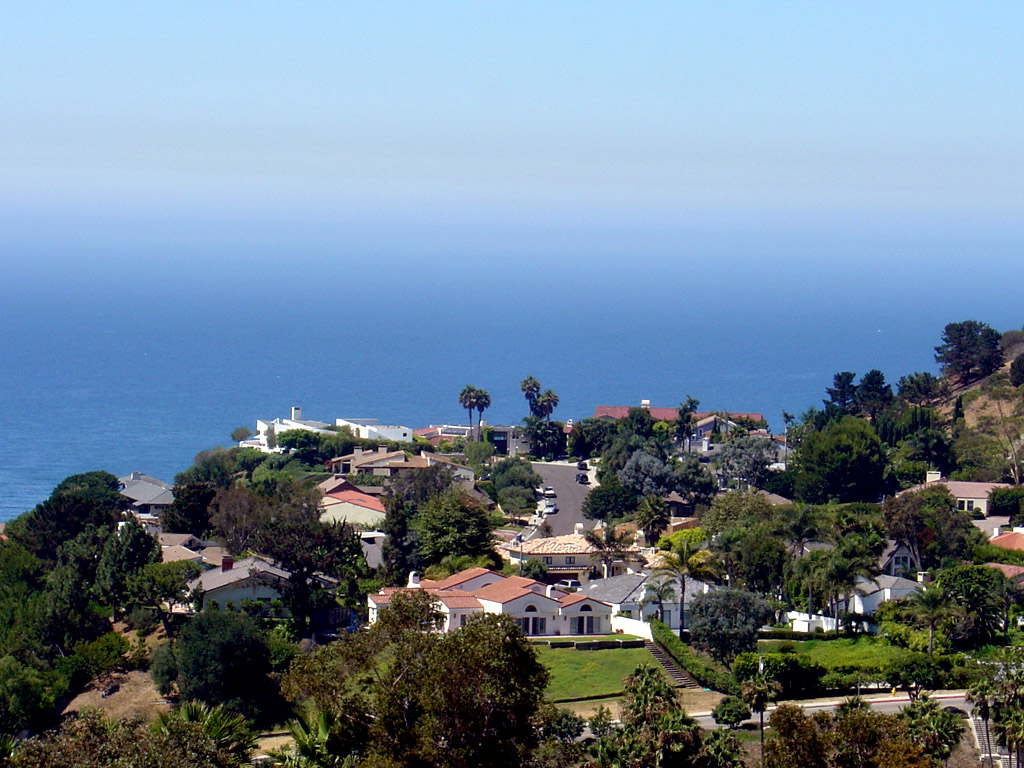

این شهر از شمال به کوههای سانتا مونیکا، از شرق به توپانگا، از غرب به سورومار و از جنوب به اقیانوس محدود می‌شود. این شهر به خاطر «۲۱ مایل زیبایی منظره» که داراست همواره خود می‌بالند. در سال 2017، این منطقه از 27 مایلی (43 کیلومتری) ساحل مالیبو که از کانیون تونا در جنوب شرقی تا پوینت موگو در شهرستان ونتورا در شمال غربی را در بر می‌گیرفت، محدوده خود را گسترش داد.این شهر دارای چندین مراکز تجاری نیز است که بسیار کاربردی هستند.

## ریشه کلمه
مالیبو به خاطر سکونتگاه Ventureño Chumash Humaliwo نامگذاری شده است که به معنای "آوای موج سواری با صدای بلند" است. این روستای قبل از استعمار در کنار تالاب مالیبو قرار داشت و اکنون بخشی از پارک ایالتی این منطقه است.